# Слуцкие замки
Слуцкие замки — комплекс оборонных фортификационных 
сооружений XV — XVIII веков в городе Слуцке, ныне Минская область, Беларусь. Располагался в пойме реки Случи. Состоял из Верхнего, Нижнего и Нового замков.

## Верхний замок

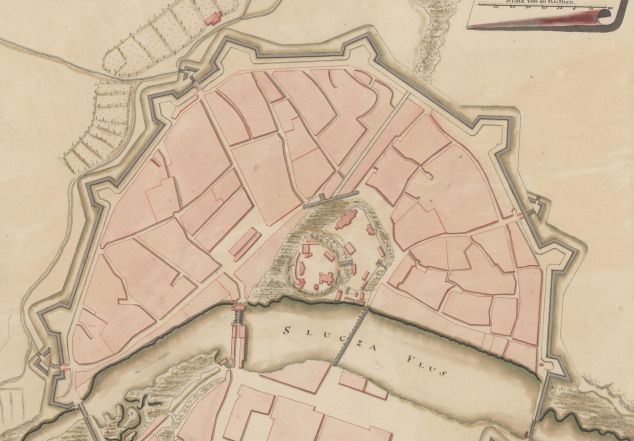
Старый город с Верхним и Нижним замками (в центре) на плане, 1711-1736

Верхний (Горный) замок занимал природный остров овальной формы размером 80 х 100 м, который возвышался над поймой реки Случи на 5-7 м в месте ее слияния с рекой Бычком. В XI—XIV веках здесь располагался Слуцкий детинец. Первые сведения о Верхнем замке относятся к 1409 году, когда он упоминается как укрепление на насыпанном «капцы» с деревянными стенами и башнями. По периметру площадки был насыпан глинисто-песчаный вал шириной в основе 22 м и высотой более 4 м. Со стороны поля вал опоясывался рвом шириной 25 м и глубиной около 2 м. Склоны замка были укреплены дубовыми заточенными на конус палями длиной 4-6 м. По инвентарным описаниям Слуцка за 1627, 1728, 1791, 1793 и 1800 годы Верхний замок занимал площадь около 1,5 га. Через оборонительный ров был перекинут подъемный мост с поручнями, который вел ко входной замковой браме (воротам). Над ней имелась высокая башня с часами. На башне находился покрытый позолотой медный шар с изображением орла на нём. Замковая брама имела четыре яруса боя. Еще в 1791 году здесь располагались три пушки. На оси въезда стоял одноэтажный дворец из тесаных брусьев на фундаменте.

## Нижний замок

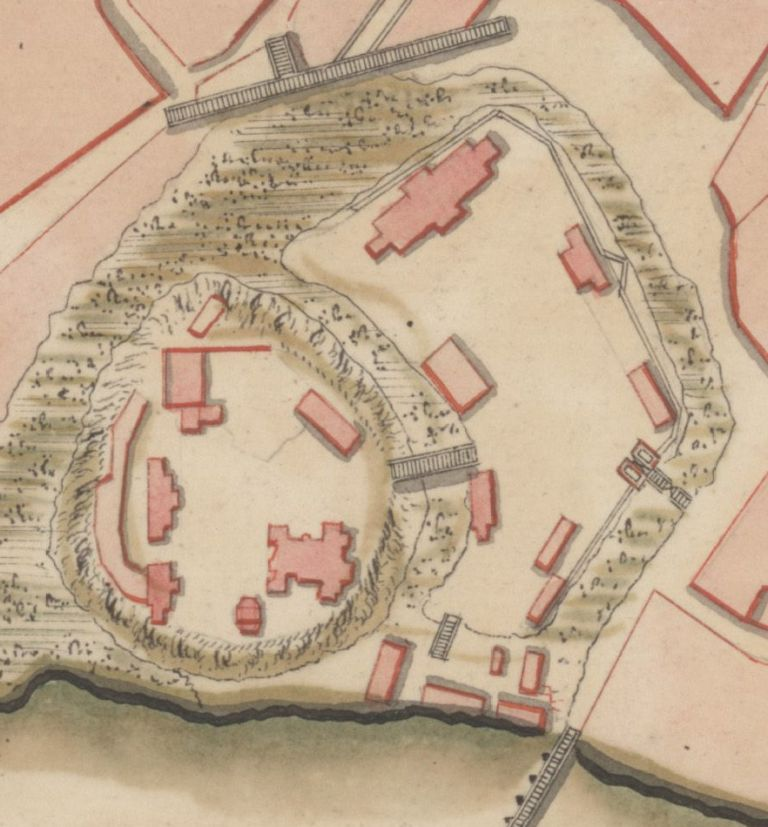
Комплекс Верхнего и Нижнего замков

Нижний (Дольный) замок располагался на северо-востоке от Верхнего замка (на месте бывшего окольного города) и был отделен от него заполненным водой рвом. Этот замок был на 2-3 м ниже Верхнего и имел вид неправильного четырехугольника площадью 1,9 га. Он охранялся земляным валом и деревянным парканом (оградой в виде частокола). Согласно инвентарю 1687 года, здесь стояли 3 дворца, срубленные из тесаного бруса на фундаменте, возовня (сарай для телег), замковая конюшня и другие хозяйственные постройки. Верхний и Нижний замки омывались водами реки Бычка с помощью плотин и искусственного рва, который соединял реку Бычок с рекой Случью. В XVIII веке эти замки имели название «Земляной замок».

## Новый замок

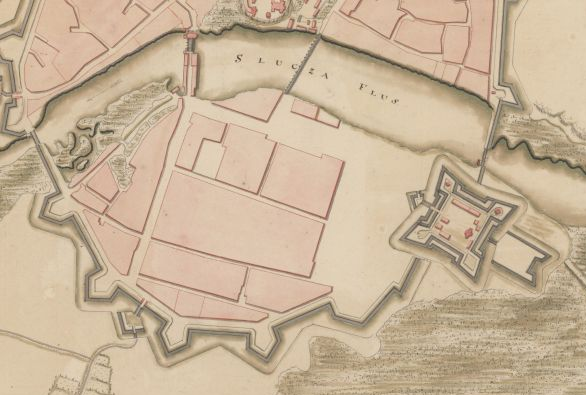
Новый город с Цитаделью (справа) на плане Максимильяна фон Фюрстенгофа, 1711-1736

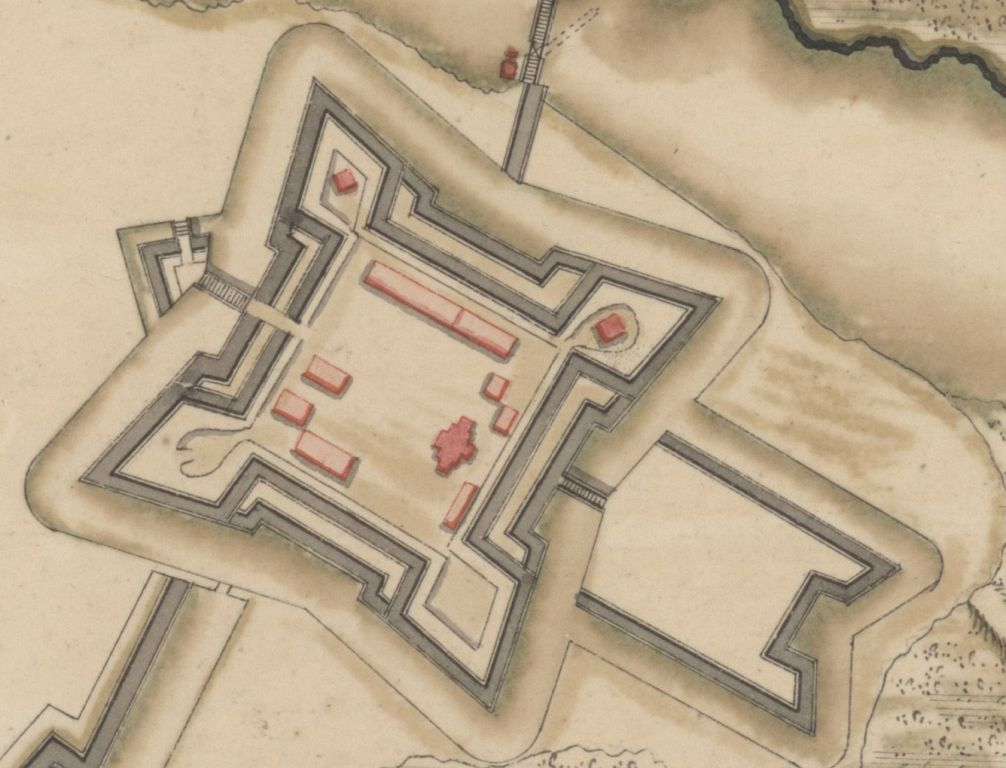
План цитадели

Новый замок (Цитадель) располагался на левом берегу реки Случи на территории Нового города. Он имел форму квадрата площадью 1,1 га с 4 бастионами и одним равелином. На бастионах и куртинах стояли деревянные башни, что не свойственно для восточно-европейской бастионной фортификации. Новый замок был окружен водяным рвом, соединенным с рекой Случью тайным шлюзом. Вход в крепость вел через мост и браму, которая находилась в толще вала. Она была одноэтажная и имела ворота из двух полотнищ, сбитых из дубовых досок. Новый замок входил y систему внешних укреплений 
Слуцка XVII—XVIII веков.